# ثوم براون
ثوم براون (بالإنجليزية: Thom Browne)‏ هو مصمم أزياء أمريكي، ولد في 1965 في ألينتاون في الولايات المتحدة.

## وصلات خارجية
- الموقع الرسمي
- ثوم براون على موقع IMDb (الإنجليزية)
- ثوم براون على موقع الموسوعة البريطانية (الإنجليزية)
- ثوم براون على موقع قاعدة بيانات الفيلم (الإنجليزية)